# Søvang (Haveforening i Åbyhøj, Aarhus)
 For alternative betydninger, se Søvang. (Se også artikler, som begynder med Søvang)
Haveforeningen Søvang blev stiftet i 1955, og har siden eksisteret som en selvstændig haveforening i Åbyhøj med samarbejdsaftale direkte med Aarhus Kommune. Søvang er således en af de kolonihaveforeninger som står udenfor Dansk Kolonihaveforbund.
Søvang består af i alt 104 haver, fordelt på godt 1100 meter havegange som er navngivet hhv: Fasanvej, Lærkevej, Flagvej, Tjørnevej, Klubhusvej, Søvej, Poppelvej og Birkevej. Haveforeningen råder over to fælleshuse samt et ikke ubetydeligt grønt areal. Det største fælleshus er et muret hus som tidligere har fungeret som gartneri og været 'arbejdsbolig' for vejdirektoratet i forbindelse med etablering af motorvejen ved Høskoven. Det andet fælleshus er et træhus kaldet Duehuset (har tidligere huset en brevdueforening). Dertil har Søvang siden 2007 forpagtet det store areal hvor Åby Rensningsanlæg tidligere havde deres slambassiner. Området er du udlagt som et "ruderat område" hvor naturen passer sig selv. I området (kaldet Englemarken) er anlagt små oplevelsesstier.
Siden 2006 har der eksisteret et fælles "Hotspot Søvang", hvor cirka halvdelen af haverne deles om en bredbånds-internetforbindelse. Hotspot genererer løbende lidt overskud, som primært har været brugt som støtte til renovering af Duehuset og legeplads mv.
Siden 2004 har Søvang også været vært for den danske del af den internationale EARTHDANCE-event , som lokalt kaldes for DRUMSPOT og tiltrækker mange hundrede gæster. Især fordi festen midt om natten, klokken 01 dansk tid, indgår i en global synkroniseret freds-bøn, som forbinder tusindvis af mennesker ved flere hundrede arrangementer i mere end 50 lande. I Søvang er det blevet tradition at den globale fredsbøn efterfølges af en trommecirkel med mere end 100 trommer, som spiller sammen under ledelse af Mads Bischoff, der også er hovedkoordinator for eventen.
Formænd for Søvang de seneste år:
- 2011 – : Jesper Nymann (have 45)
- 2008 – 2011 : Flemming Skøtt (have 43)
- 2006 – 2008: Mads Bischoff (have 98)
- 1998 – 2006: Thomas Bruun (have 30)